# Juniperus monosperma
Juniperus monosperma е вид растение от семейство Кипарисови (Cupressaceae). Видът е незастрашен от изчезване.

## Разпространение
Разпространен е в САЩ.